# Ralf Wienand
Ralf Wienand (* 7. März 1963 in Wuppertal) ist ein ehemaliger deutscher Kanute. Er wurde mehrfacher Deutscher Meister und war Weltmeisterschafts- und Olympiateilnehmer.

## Sportlerkarriere
In seiner aktiven Zeit gehörte Wienand dem Wuppertaler Kanu-Club an und startete für die Kanu-Sportgemeinschaft Wuppertal. Er nahm zusammen mit Wolfram Faust im Zweier-Canadier an den Olympischen Spielen 1984 in Los Angeles teil und erzielte dort den 5. Platz. 1987 beendete er seine Sportlerlaufbahn. Anschließend betätigte er sich als Nachwuchstrainer bei der Kanu-Abteilung des Eisenbahner-Sportvereins Wuppertal-Ost.

## Privates
Nach seiner Karriere studierte er Elektrotechnik an der Bergischen Universität Wuppertal. Er arbeitet als Ingenieur für die Wuppertaler Stadtwerke. Dort war er u. a. als Projektleiter für das inzwischen eingestellte Vorhaben der Automatisierung der Wuppertaler Schwebebahn zuständig. Ralf Wienand ist verheiratet und hat drei Kinder. Er lebt in Wuppertal.